# Садырбаева, Жылдыз Эсенбековна
Жылдыз Эсенбековна Садырбаева (кирг. Жылдыз Эсенбековна Садырбаева; род. 29 марта 1970, Нарын, Киргизская ССР, СССР) — киргизский политический и государственный деятель, депутат (с 2021) и заместитель Торага (с 2025) Жогорку Кенеша Кыргызской Республики.

## Биография
Родилась 29 марта 1970 года в городе Нарын, Киргизская ССР, СССР.
В 1993 году окончила Первый Санкт-Петербургский государственный медицинский университет имени академика И. П. Павлова по специальности «лечебное дело», после чего стала посещать Кыргызскую государственную медицинскую академию имени И. К. Ахунбаева, которую окончила в 1995 году.
После окончания обучения стала работать ассистентом на кафедре дерматологии, а в 1997 году основала компанию «Жылдыз — Фарм», которая впоследствии была преобразована в общество «Фармамир». В 2003 году была назначена директором ОсОО «Эляй», пробыв на этом посту до 2021 года.
На парламентских выборах в ноябре 2021 года была избрана депутатом Жогорку Кенеша Кыргызской Республики, а 15 декабря того же года официально вступила в должность. 30 апреля 2025 года депутаты проголосовали за её назначение на пост заместителя Торага Жогорку Кенеша Кыргызской Республики.

## Личная жизнь
Жылдыз Садырбаева замужем, у них с супругом есть трое детей. 